# John Testrake
John Leight Testrake (* 2. Dezember 1927 in Ripley, New York; † 6. Februar 1996 in St. Joseph, Missouri) war ein US-amerikanischer Pilot der Fluggesellschaft TWA. Weltweit berühmt wurde er durch die Entführung von Flug 847 im Jahr 1985.

## Herkunft
Testrake entstammt einer Familie mit niederländischen Wurzeln: Sein Großvater John William Te Strake wurde 1867 in Winterswijk (Provinz Gelderland) geboren. Als neunjähriger Vollwaise emigrierte John William in die USA. 1897 heiratete er die aus einer streng methodistischen Familie stammende Della Pratt und nahm selbst den methodistischen Glauben an, was die religiöse Ausrichtung der Familie über Generationen prägte. Mit der Hochzeit änderte John William auch die Schreibweise des Familiennamens in Testrake.

## Kindheit und Jugend
John Leight Testrake wurde als erstes von fünf Kindern von Frank John Testrake und Mildred (geb. Koefod) geboren. Durch die Große Depression war seine Kindheit von Geldmangel und harter Arbeit auf der elterlichen Farm geprägt. Dadurch war es für ihn eine besonders große Belohnung, als er als Zwölfjähriger von seinem Vater einen Rundflug spendiert bekam. Dieser Flug weckte Testrakes Interesse und Leidenschaft für die Fliegerei.

## Berufliche und familiäre Entwicklung
Nach Absolvierung der High School im Juni 1945 meldete sich Testrake für die Pilotenausbildung bei der US Air Force, wurde jedoch wegen eines Sehfehlers abgelehnt. Nach einer kurzen und für ihn sehr langweiligen Zeit in einem zivilen Betrieb trat er in die US Navy ein. Zunächst wurde er für Bürotätigkeiten im Verteidigungsministerium eingesetzt, nach einem Gesuch, in dem er darum bat, „Hauptsache irgend etwas mit Flugzeugen“ zu tun haben zu können, wurde er auf einen Flugzeugträger im Mittelmeer versetzt.
Nach seiner aktiven Navy-Zeit begann Testrake ein Studium der Flugzeug- und Triebwerktechnik an der Spartan School of Aeronautics in Tulsa, Oklahoma. Dort lernte er Patricia Humprey kennen, die er 1951 heiratete. Nach der Ausbildung zum Flugzeugmechaniker belegte Testrake in Tulsa den neu eingeführten Ausbildungsgang des Bordingenieurs. Mit abgeschlossenem Studium arbeitete er zunächst als Flugzeugmechaniker. Einem Kollegen, der in den Koreakrieg eingezogen wurde, kaufte er für 50 Dollar eine Fairchild PT-19 ab, auf der er dann das Fliegen lernte.
Im Frühjahr 1951 bekam Testrake ein Angebot von American Airlines als Bordingenieur auf einer DC-6. Der Arbeitsbeginn wurde jedoch durch seine Einberufung in den Koreakrieg durchkreuzt. Testrake wurde im Heimatschutz eingesetzt und diente bis 1953 als Bordingenieur auf Patrouillenflügen im Staat Washington. Nach dem Koreakrieg erhielt Testrake 1953 eine Anstellung bei TWA als Bordingenieur auf Lockheed Constellation sowie in den nachfolgenden Jahren die Weiterbildung zum Copiloten und letztendlich zum Flugkapitän. Testrake wurde vorwiegend auf Inlandsflügen eingesetzt.
Seine Frau Patricia starb 1976 an Krebs; 1977 heiratete er seine zweite Frau Phyllis Hiser. 1985 meldete sich Testrake für internationale Flüge und wurde ab April zunächst von Rom aus, später von Athen auf Routen im Mittelmeerraum eingesetzt.

## TWA-Flug 847
Am 14. Juni 1985 sollte Testrake nur einen kurzen Flug von Athen nach Rom durchführen, danach wollte er mit seiner in Athen zurückbleibenden Frau zum Hochzeitstag eine Kreuzfahrt unternehmen. Das Flugzeug wurde jedoch kurz nach dem Start in Athen von Luftpiraten übernommen und nach Beirut entführt. In einer mehrtägigen Odyssee pendelte das Flugzeug mehrmals zwischen Beirut und Algier hin und her. Mehrmals wollten die Flughäfen die Landung der entführten Maschine verweigern, in Beirut wurde dafür sogar die Landebahn mit Hindernissen blockiert. Testrake erzwang jedoch jedes Mal mit Hinweisen auf den Kraftstoffvorrat und auf drohende bzw. tatsächliche Gewaltanwendung der Entführer gegen Passagiere die Landeerlaubnis.
Nach insgesamt fünf Flügen zwischen Beirut und Algier wollte Testrake wegen längst überfälligen Wartungen keine weiteren Flüge riskieren. Zudem spielten die Entführer mit dem Gedanken, nach Teheran weiterzufliegen oder das Flugzeug in Jerusalem auf die Knesset stürzen zu lassen. Testrake wollte beides unbedingt verhindern; daher täuschte er am 16. Juni bei der Landung in Beirut den Ausfall von zwei der drei Triebwerke vor, was von den Entführern nicht durchschaut wurde. Ab dem Zeitpunkt blieb das Flugzeug in Beirut am Boden.
Durch sein besonnenes und ruhiges Auftreten während der 17-tägigen Entführung wurde Testrake vielfach als „Insel der Ruhe“ betitelt.
Nach dem Ende der Entführung kehrten Testrake und die anderen Geiseln über Damaskus und Frankfurt in die USA zurück und wurden auf der Andrews Air Force Base am 2. Juli 1985 von Präsident Ronald Reagan empfangen. Testrake wurde sowohl in seiner Heimatstadt Richmond noch am gleichen Tag als auch einige Tage später in seiner Vaterstadt Ripley ein heldenhafter Empfang bereitet.
Im September 1988 reiste Testrake nach Frankfurt, um als Zeuge im Prozess gegen Mohammed Ali Hamadi auszusagen, dem eine Beteiligung an der Entführung von TWA 847 und die Ermordung von Robert Stethem vorgeworfen wurden.

## Weiterer Lebensweg
Testrake flog noch zwei Jahre für TWA und wurde 1987 nach 34 Dienstjahren altersbedingt pensioniert. Im Ruhestand engagierte er sich stark in seiner methodistischen Kirche in Richmond, unternahm viele Vortragsreisen und flog für Mission Aviation Fellowship Versorgungsflüge u. a. in Haiti, Zaire, Indonesien, Neuguinea und Angola.
Auch politisch engagierte sich Testrake. So erlangte er z. B. 1992 die Nominierung der Republikanischen Partei für die Wahl zum Repräsentantenhaus von Missouri, unterlag jedoch im Hauptwahlgang dem demokratischen Mitbewerber.
1994 wurde bei Testrake Krebs diagnostiziert, der bereits im gesamten Körper Metastasen gebildet hatte. An diesem Krebsleiden starb er am 6. Februar 1996 und wurde auf Richmond Memory Gardens in Richmond, Missouri, bestattet. Er hinterließ außer seiner zweiten Frau Phyllis auch drei leibliche Kinder (John, Deborah und Dianne), drei Stiefkinder (Russell, Jeffrey und Cindy) sowie insgesamt 13 Enkelkinder.
Sowohl in der internationalen Presse als auch in Luftfahrtverbänden und vielen christlichen Kirchen weltweit erhielt John Testrake zahlreiche Nachrufe.

## Buch und Film
John Testrakes Geschichte wurde in dem Buch Triumph over Terror on Flight 847, das er zusammen mit David J. Wimbish schrieb, ISBN 978-0800715274 (dt. Terror im Cockpit, ISBN 978-3775113885) veröffentlicht.
Die Entführung von Flug 847 wurde 1988 als The Taking Of Flight 847 (anderer Originaltitel: The Uli Derickson Story) verfilmt, mit Sandy McPeak als John Testrake.
Die deutsche Erstausstrahlung war als 847 – Flug des Schreckens am 4. November 1991 auf Pro7.
Eine weitere Verfilmung existiert als 30-minütige Dokumentation Flugzeugentführung TWA Flug 847.